# Reinhard Gehlen
Reinhard Gehlen (Erfurt, Imperio Alemán, 3 de abril de 1902 - Starnberg, República Federal de Alemania, 8 de junio de 1979) fue un militar alemán. Llegó al cargo de mayor general en la Wehrmacht alemana durante la Segunda Guerra Mundial, con el puesto de jefe de contra-inteligencia en el Frente Oriental. Fue reclutado por Estados Unidos mediante la Operación Paperclip para usar su red de espías Stay Behind contra la Unión Soviética. A fines de 1945, después del 7 de mayo, cuando se rindió Alemania, y el inicio de la Guerra Fría, los militares de los Estados Unidos (Inteligencia G-2) lo reclutaron para establecer la Organización Gehlen, una red de trabajo enfocada contra la Unión Soviética. La organización empleo a antiguos oficiales militares de la Wehrmacht así como antiguos oficiales de inteligencia de la Schutzstaffel (SS) y la Sicherheitsdienst (SD). Como cabeza de la Organización Gehlen buscó la cooperación con la Agencia Central de Inteligencia (CIA), formada en 1947, resultando que la Organización Gehlen estaba intímamente afiliada con la CIA.
Gehlen fue un instrumento para las negociaciones y el establecimiento oficial de la inteligencia de Alemania Occidental, servicio basada en la Organización Gehlen de principios de los años 50. En 1956, su organización fue transferida al gobierno de Alemania Occidental y formando el núcleo del Servicio Federal de Inteligencia, la agencia oficial de inteligencia en el extranjero en la República Federal de Alemania, con el Servicio Gehlen siendo su primer presidente hasta su jubilación en 1968. Mientras fue una oficina civil, fue también un teniente general en la reserva de la Bundeswehr,  el más alto rango en la reserva militar en Alemania Occidental. Recibió la Gran Cruz de la Orden al Mérito de la República Federal de Alemania en 1968.
Manejó el aparato de inteligencia germano-occidental hasta 1968, y es considerado uno de los espías más importantes de la Guerra Fría. Organizó la Organisation Gehlen, eje de la operación secreta Gladio de la OTAN. También fue el primer presidente del Bundesnachrichtendienst (BND), el servicio secreto creado por la Alemania Occidental.

## Biografía

### Primeros años y servicio militar
Reinhard Gehlen nació en el seno de una familia católica, hijo del dueño de una librería. Se unió al Reichswehr en 1920. Tras ingresar en la Escuela de Oficiales, se graduó en 1935. Fue promovido a capitán siendo adscrito al Estado Mayor del Ejército.
Bajo el gobierno nazi de Adolf Hitler, estuvo destinado en la plana mayor de 1935/36. En 1939, Gehlen fue promovido a Mayor y durante el ataque alemán a Polonia alcanzó el rango de primer general de una división de infantería. En 1940, Gehlen era el oficial de enlace del mariscal de campo Walther von Brauchitsch. De ahí fue transferido como adjunto del jefe del Estado Mayor del Ejército, el general Franz Halder.
En 1941, Gehlen fue promovido a teniente coronel. Gehlen trabajó intensamente en el Frente Oriental y, a causa de su talento superior y experiencia, fue promovido a oficial de inteligencia de alto rango en la Plana Mayor del Ejército en el Frente Oriental.
Según las memorias de Gehlen, se aproximó en 1942 al coronel Henning von Tresckow, al coronel Claus von Stauffenberg y al general Adolf Heusinger para participar en el intento de asesinato del dictador alemán Adolf Hitler; sin embargo, su papel fue menor. Cuando el complot culminó en el atentado fallido del 20 de julio de 1944, el papel de Gehlen fue ocultado y escapó a la venganza de Hitler contra los conspiradores.
En diciembre de 1944, Gehlen fue promovido al rango de mayor general y su tarea se concentró en la inteligencia contra la Unión Soviética y sus tácticas en el campo de batalla, como jefe del departamento de "Fuerzas Extranjeras del Este" (Fremde Heere Ost), dedicado a evaluar la situación del enemigo en el Frente del Este. Esta información le sería de inconmensurable valor después de la guerra.
En marzo de 1945, sabedor de que el fin del Tercer Reich estaba cerca, Gehlen y un pequeño grupo de oficiales microfilmó los archivos del Fremde Heere Ost acerca de la URSS y los puso en envases herméticos. Los envases fueron enterrados en varios lugares de los Alpes austriacos.

### Inicios de la Guerra Fría

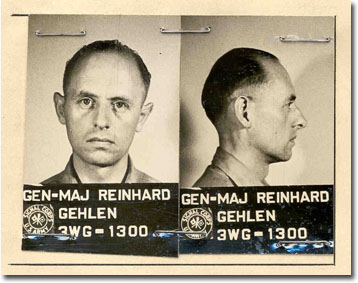
Reinhard Gehlen en 1945

El 22 de mayo de 1945, Gehlen se rindió al Cuerpo de Contrainteligencia (CIC) del Ejército estadounidense en Baviera. Fue internado en Camp King e interrogado por el capitán John R. Boker cerca de Oberursel. A causa de sus conocimientos y contactos dentro de la Unión Soviética, era de gran valor para los estadounidenses. Ofreció sus archivos de inteligencia y su red de contactos a cambio de su libertad y la de sus colegas presos en campos de prisioneros de guerra (POW por sus siglas en inglés) en Alemania. Boker silenciosamente quitó a Gehlen y a su red de las listas oficiales estadounidenses de prisioneros y consiguió trasladar a siete de los más altos oficiales de Gehlen al campo. Los archivos de Gehlen fueron retirados y llevados al campo sigilosamente, aun sin conocimiento del CIC. 
Al final del verano Boker tenía el apoyo del general de brigada Edwin Sibert, director del G-2 (Inteligencia de Ejército estadounidense) del Duodécimo Ejército, y de Walter Bedell Smith, el más alto oficial estadounidense de inteligencia en Europa. El general Sibert contactó con su superior, el general Walter Bedell Smith, jefe del equipo de Eisenhower que trabajaba con William Joseph Donovan y Allen Dulles, el último de ellos por entonces, jefe de la estación de Berna de la OSS, para hacer los arreglos pertinentes. El 20 de septiembre de 1945, Gehlen y tres de sus más cercanos socios volaron secretamente a Estados Unidos, para empezar a trabajar para el Gobierno de ese país. Gehlen les reveló entonces que varios miembros del Office of Strategic Services (OSS) eran secretamente miembros del Partido Comunista.
En junio de 1946 Gehlen fue liberado oficialmente del cautiverio estadounidense volando a Alemania y regresó a Camp King, donde recomenzó su trabajo de inteligencia con antiguos oficiales alemanes en ese campo. Puso una organización de fachada en Pullach cerca de Múnich llamada Organización de desarrollo industrial del sur de Alemania para enmascarar su anillo de espionaje. Gehlen reclutó a 350 exagentes de inteligencia nazis para trabajar con él; este número aumentaría hasta 4000 agentes encubiertos. Se llamaban los Hombres-V y eran los únicos ojos y oídos que tuvo la Central Intelligence Agency (CIA) en el campo de las naciones del bloque soviético durante parte de la Guerra Fría. Este grupo sería denominado rápidamente «Organización Gehlen». 
En 1952, medios alemanes habían denunciado a un grupo de extrema derecha, el Bundesdeutscherjugend, cuyos militantes fueron armados por los servicios secretos de la OTAN. Su misión era preparar el asesinato de los principales líderes de la izquierda en caso de una invasión soviética. La OTAN pensaba así contrarrestar el establecimiento de un gobierno «títere» impuesto por el Ejército Soviético.

### Organización Gehlen
La Organización Gehlen tiene un voluminoso registro de inteligencia del Pacto de Varsovia. Según un artículo del The Guardian que revisa los archivos desclasificados de la CIA, equivocadamente afirma que «por todos los conflictos morales [en contratar nazis], fue un completo fiasco desde el punto de vista de la inteligencia. Los nazis eran pésimos espías». La CIA trabajó en estrecha unión con el Grupo Gehlen. La Organización Gehlen entregaba el capital humano mientras la CIA entregaba los fondos y los materiales para las operaciones clandestinas, como aviones y dinero.
Una misión exitosa fue la Operación Crossword, por la cual se infiltraron cerca de 5000 anticomunistas de origen europeo del este y ruso. Estos agentes recibieron entrenamiento de espionaje en un campo llamado Oberammergau. Otra operación de la Organización Gehlen fue la Operación Rusty, que armó operaciones de contraespionaje dirigidas contra disidentes de las organizaciones alemanas en Europa.
La misión de la Organización Gehlen se vio comprometida por la existencia de topos comunistas dentro de ella misma, además de la CIA y el MI6 británico, particularmente Harold "Kim" Philby. La misión WIN a Polonia fue un completo fracaso, debido a las denuncias de los contraespías, y fue finalizada cuando los servicios secretos soviéticos crearon el llamado Quinto Comando de la Organización WiN dentro de Polonia.
A pesar de estos contratiempos, la Organización Gehlen triunfó al descubrir la unidad secreta soviética de asesinatos llamada SMERSH. También ayudaron en el Túnel de Berlín, que se construyó bajo el Muro de Berlín para monitorizar las comunicaciones soviéticas y germanoorientales; sin embargo el resultado final fue desastroso y la operación falló. Theodore Shackley, de ancestros polacos, estaba implicado.
La Organización Gehlen empleó a cientos de exnazis, entre los que estaba Alois Brunner, quien fue responsable del campo de concentración de Drancy, cerca de París, quien se cree estaba vivo en 2007; la CIA hizo la vista gorda, e incluso participó activamente en algunos casos, por las exigencias de la Guerra Fría. Según Robert Wolfe, historiador de la Administración Nacional de Archivos y Documentos de Estados Unidos, «la inteligencia del ejército de Estados Unidos aceptó que Reinhard Gehlen ofreciera su reconocido conocimiento acerca del Ejército soviético, y así muchos asesinos masivos fueron empleados». En Estados Unidos, fue llamado primeramente Buró para la Coordinación Política (sus siglas en inglés eran OPC). Su primer director fue Frank G. Wisner. Fue nombrado por el secretario de Estado, George Marshall, de entre personas propuestas por su consejero George F. Keenan, el cual mantenía una estrecha relación con Allen Dulles.

### Al frente delBND
En 1955, la Organización Gehlen fue transferida oficialmente a la República Federal de Alemania bajo el gobierno de Konrad Adenauer. El 1 de abril de 1956 formó el núcleo del recién creado Bundesnachrichtendienst (BND), el nuevo Servicio de Inteligencia de la Alemania Occidental. Gehlen ocupó el puesto máximo (Presidente del BND) hasta que fue forzado a renunciar debido a los escándalos. Se retiró del BND en 1968 y murió en 1979, a la edad de setenta y siete años.

## Condecoraciones
Gehlen recibió la Cruz Alemana en plata durante la Segunda Guerra Mundial y la Großes Bundesverdienstkreuz am Schulterband en 1968. También fue Caballero de la Orden de Malta (1968).